# Biches et cerf au repos
Biches et cerf au repos est un tableau réalisé par la peintre française Rosa Bonheur en 1867. Cette huile sur toile représente un chevreuil se tenant aux côtés d'une chevrette se reposant avec ses deux faons dans un sous-bois. Faisant auparavant partie de la collection de Dexter M. Ferry le tableau fut donné en 1920 par Queene Ferry Coonley au Detroit Institute of Arts, à Détroit, où il est aujourd'hui conservé.